# It's Nothing
It's Nothing è un EP della rock band statunitense Ghost of the Robot, nel 2004, durante il loro tour europeo.
Il disco doveva precedere un secondo album poi mai pubblicato dalla band.

## Tracce
1. It's Nothing
2. Runaway
3. Pre-War
4. This Town
5. She Likes Rap Grooves (featuring Sir-Rock, Rockmainoff and Ice Burg)

## Formazione
- James Marsters - chitarra acustica, voce
- Charlie DeMars - chitarra elettrica, voce addizionale
- Kevin McPherson - basso
- Steve Sellers - tastiere, voce addizionale
- Aaron Anderson - batteria, voce addizionale